# Берацхаузен
Берацхаузен (њем. Beratzhausen) град је у њемачкој савезној држави Баварска. Једно је од 41 општинског средишта округа Регенсбург. Према процјени из 2010. у граду је живјело 5.617 становника. Посједује регионалну шифру (AGS) 9375118.

## Географски и демографски подаци
Берацхаузен се налази у савезној држави Баварска у округу Регенсбург. Град се налази на надморској висини од 467 метара. Површина општине износи 72,5 km². У самом граду је, према процјени из 2010. године, живјело 5.617 становника. Просјечна густина становништва износи 77 становника/km².

## Међународна сарадња
| Мјесто | Држава    | Врста сарадње | Од    |
| ------ | --------- | ------------- | ----- |
| Сера   | Француска | партнерство   | 1975. |
| Извор  |           |               |       |